# Efeitos a longo prazo da cannabis

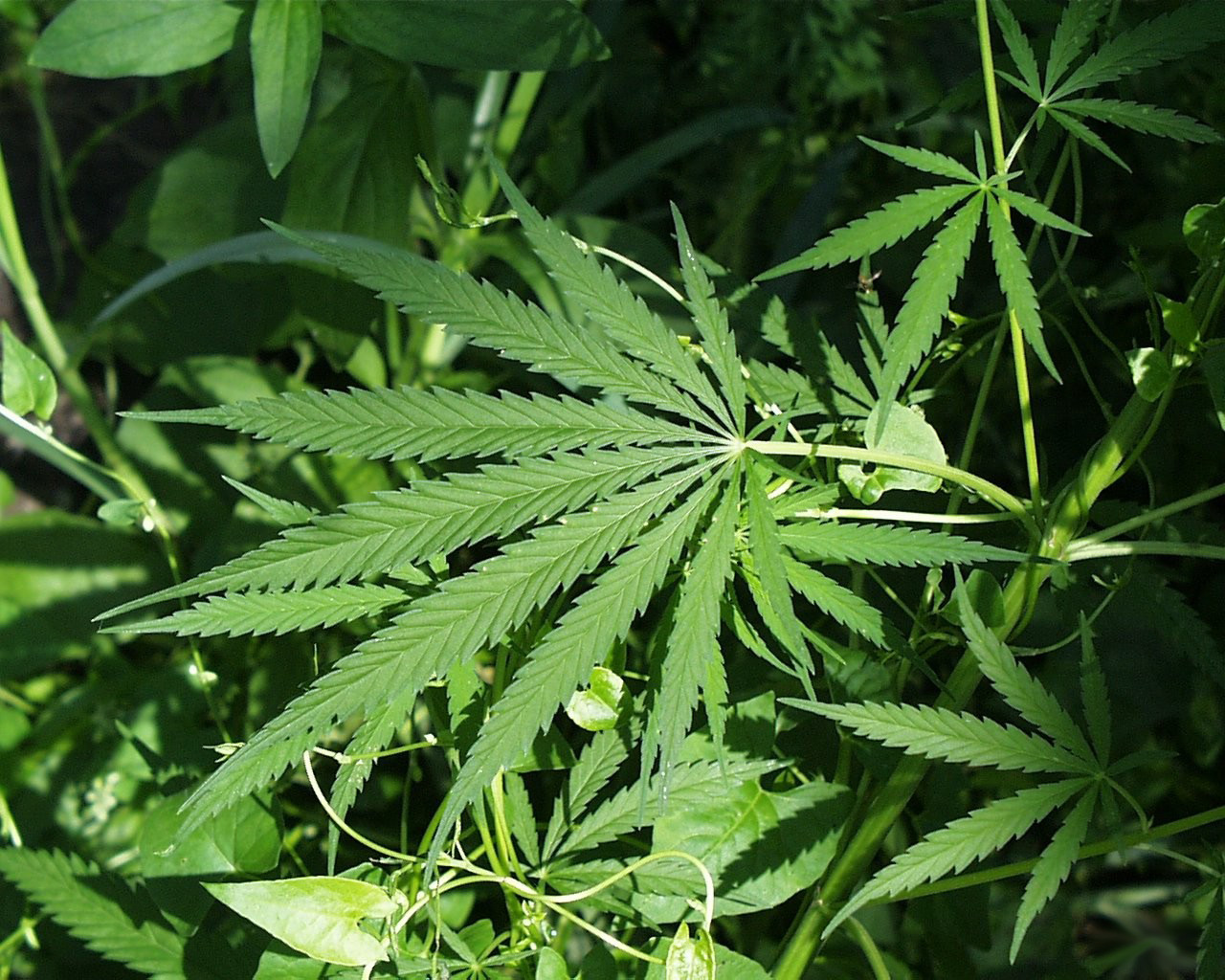
A Cannabis inclui três variedades diferentes: Cannabis sativa, Cannabis indica e Cannabis ruderalis.

Os efeitos a longo prazo da cannabis têm sido objeto de debate contínuo. Como a cannabis é ilegal na maioria dos países, sua pesquisa clínica apresenta um desafio e há poucas evidências que permitem tirar conclusões. Em 2017, as Academias Nacionais de Ciências, Engenharia e Medicina dos Estados Unidos emitiram um relatório resumindo grande parte da literatura publicada sobre os efeitos da cannabis na saúde, em categorias consideradas conclusivas, substanciais, moderadas, limitadas e sem evidências ou insuficientes, visando apoiar uma associação com um determinado resultado.

## Dependência
A cannabis é a droga ilícita mais amplamente usada no mundo ocidental. Nos Estados Unidos, entre 10 a 20% das pessoas que começam a usar cannabis diariamente se tornarão dependentes em um período posterior. O uso de cannabis pode levar ao vício, que é definido como "quando a pessoa não consegue parar de usar a droga, embora ela interfira em muitos aspectos de sua vida". O transtorno por uso de cannabis é definido, na quinta revisão do Diagnostic and Statistical Manual of Mental Disorders, como uma condição que requer tratamento. Uma revisão de 2012 sobre o uso e dependência de cannabis nos Estados Unidos, feita por Danovitch e outros estudiosos, apontou que 42% das pessoas com mais de 12 anos usaram cannabis pelo menos uma vez na vida, sendo que 11,5% usaram no último ano e 1,8% preencheram os critérios de diagnóstico para abuso ou dependência de cannabis no último ano. Entre os indivíduos que já fizeram uso da cannabis, a dependência condicional (a proporção de pessoas que desenvolvem dependência) é de 9%. Embora nenhum medicamento seja conhecido por ser eficaz no combate à dependência, as combinações de psicoterapia, como a terapia cognitivo-comportamental e a terapia de aprimoramento motivacional, têm obtido algum sucesso.
A dependência de cannabis se desenvolve em 9% dos usuários, significativamente menos do que a de heroína, cocaína, álcool e ansiolíticos prescritos, mas um pouco mais alta do que para a psilocibina, mescalina ou LSD. A dependência de cannabis tende a ser menos severa do que a observada com cocaína, opiáceos e álcool. Uma revisão acadêmica de 2018, publicada em parceria com a Canopy Growth, discutiu as limitações dos estudos atuais do uso terapêutico e não terapêutico de cannabis e afirmou ainda que a natureza da formação de dependência entre os consumidores regulares de maconha diminuiu desde 2002.
A Universidade de Cambridge publicou um estudo em 2015 que mostrou o fato surpreendente de que, na Inglaterra e no País de Gales, o uso de cannabis diminuiu. Embora tenha havido uma diminuição relatada no uso, a necessidade de tratamento anti-drogas eteve em aumento. O estudo analisou com mais profundidade como a potência da cannabis afetava a dependência de alguém da droga. Eles testaram três níveis diferentes de potência e descobriram que a cannabis mais potente tinha a maior quantidade de dependência. Os pesquisadores acreditam que isso se deve à sensação de euforia que os participantes sentiram após o uso. Os fios potentes inferiores não davam aos usuários o mesmo efeito, o que os fazia não desejar ou depender tanto desse fio.

## Saúde mental
A cannabis contém mais de 100 compostos canabinoides diferentes, muitos dos quais exibiram efeitos psicoativos. Os canabinoides mais distintos são o tetra-hidrocanabinol (THC) e o canabidiol (CBD), sendo o THC o principal agente psicoativo. Os efeitos do THC e do CBD são relevantes em relação à psicose e à ansiedade.

### Memória e inteligência
Foi demonstrado que a intoxicação aguda por cannabis afeta negativamente a atenção, a capacidade de realizar tarefas psicomotoras e a memória de curto prazo. Estudos com usuários crônicos de cannabis demonstraram, embora de forma inconsistente, um efeito de longa duração sobre a capacidade de atenção, a função de memória e as habilidades cognitivas de usuários de doses moderadas a longo prazo. Uma vez que o uso de cannabis é interrompido por vários meses, esses efeitos desaparecem, a menos que o usuário comece a consumir durante a adolescência. Especula-se que isso se deve aos efeitos neurotóxicos da cannabis que interferem no desenvolvimento crítico do cérebro.
O uso crônico de cannabis durante a adolescência, época em que o cérebro ainda está em desenvolvimento, está correlacionado a longo prazo com menor QI e déficits cognitivos. Não está claro, porém, se o uso de cannabis causa os problemas ou se a causalidade é inversa. Estudos recentes mostraram que existiam déficits de QI em alguns indivíduos antes do uso crônico de cannabis, sugerindo que QI mais baixo pode ser um fator de risco para o vício em cannabis.
Um estudo de coorte prospectivo realizado entre 1972 e 2012 investigou a associação entre o uso de cannabis e o declínio neuropsicológico. Os indivíduos foram testados em vários momentos de suas vidas, administrando vários testes neuropsicológicos diferentes. Os autores concluíram que:
- usuários persistentes de cannabis apresentam declínio neuropsicológico desde a infância até a meia-idade;
- o impacto neuropsicológico do uso de cannabis é global, em vez de restrito a domínios cognitivos específicos;
- seus efeitos duram mais de uma semana
- os achados não podem ser explicados pela comorbidade com dependência de outras drogas.
- os achados não podem ser explicados pela comorbidade com esquizofrenia
- o uso de cannabis está relacionado a níveis mais baixos de educação
- o efeito negativo sobre a inteligência é maior do que o atribuível à falta de educação.
- cessar o consumo não restaura totalmente a função cognitiva dos adolescentes.

A intoxicação por cannabis não afeta apenas a atenção, a capacidade de tarefa psicomotora e a memória de curto prazo. Também foi descoberto que usuários embriagados enfrentavam a dificuldade de ter memórias falsas.

### Psicose aguda
A partir de 2017, há evidências claras de que o uso de cannabis por um longo prazo aumenta o risco de psicose, independentemente dos fatores de confusão e, particularmente, para pessoas com fatores de risco genéticos. No entanto, mesmo naqueles sem histórico familiar de psicose, a administração de THC puro em ambientes clínicos demonstrou provocar sintomas psicóticos transitórios.

### Distúrbios psicose e do espectro da esquizofrenia crônica
Estudos promovidos em 2017 pelas Academias Nacionais de Ciências, Engenharia e Medicina, sediadas em Washington, D.C., nos Estados Unidos, concluíram que há evidências substanciais de uma associação estatística entre o uso de cannabis e o desenvolvimento de esquizofrenia ou outras psicoses crônicas, com maior risco potencialmente entre os usuários mais frequentes. Uma possível conexão entre psicose e cannabis é controversa porque estudos observacionais sugerem uma correlação, mas não estabelecem qualquer efeito causal da cannabis na saúde psiquiátrica a longo prazo. A evidência médica sugere fortemente que o uso de cannabis por um longo prazo, por pessoas que iniciam o seu consumo em uma idade precoce, apresenta uma tendência maior para problemas de saúde mental e outros distúrbios físicos e de desenvolvimento, embora uma relação causal não possa ser comprovada pelos dados disponíveis. Os riscos parecem ser mais agudos em usuários adolescentes. Em um estudo publicado em 2013, no Asian Journal of Psychiatry, os autores concluíram que o uso de cannabis a longo prazo pode aumentar o risco de psicose em pessoas com certas vulnerabilidades genéticas ou ambientais, mas não é o fator causador, propriamente dito, da psicose. Fatores predisponentes relevantes são a responsabilidade genética, traumas na infância e a educação urbana. Outro estudo datado do mesmo ano concluiu que o uso de cannabis pode causar distúrbios psicológicos permanentes em alguns usuários, como prejuízo cognitivo, ansiedade, paranóia e aumento do risco de psicose. As principais variáveis predisponentes incluíram a idade da primeira exposição, a frequência de uso, a potência da cannabis usada e a suscetibilidade individual. No entanto, alguns pesquisadores afirmam que existe uma forte associação entre esquizofrenia e uso de cannabis, enquanto o seu consumo, por si só, não prevê a transição para doenças psiquiátricas subsequentes. Muitos fatores estão envolvidos nesta associação, incluindo fatores genéticos e ambientais, período de tempo de início e duração do uso de cannabis, patologia psiquiátrica subjacente - que antecedeu o uso de drogas - e uso combinado de outras drogas psicoativas.
A relação temporal entre cannabis e psicose foi revisada em 2014, com os autores passando a adotar a hipótese de que o uso de cannabis precede os sintomas psicóticos, parecendo razoável assumir uma relação causal entre cannabis e psicose. Porém, segundo esta revisão, é necessário um aprofundamento nas pesquisas acadêmicas para possibilitar a abordagem da possibilidade de correlação gene-ambiente. Em 2016, uma meta-análise foi publicada em estudos de associações cobrindo uma variedade de hábitos de dosagem, mais uma vez mostrando que o uso de cannabis está associado a um risco significativamente aumentado de psicose, além da alegação de existência de uma relação dose-resposta entre o nível de uso de cannabis e o risco de psicose. A análise propõe que o risco de psicose aumenta quatro vezes com o uso diário de cannabis, embora a análise não tenha sido adequada para estabelecer uma relação causal. Outra meta-análise de 2016 propõe que o uso de cannabis apenas está conexo à transição para psicose entre aqueles que preenchem critérios de abuso ou dependência da droga.
Ainda em 2016, uma outra revisão conduzida pelos estudiosos Charles Ksir e Carl L. Hart e publicada no Current Psychiatry Reports concluiu que não haviam evidências suficientes que a cannabis causava psicose, mas sim que o uso precoce ou pesado de cannabis estava entre os muitos fatores prováveis de risco de desenvolvimento desta doença. O estudo apresentava, entre suas conclusões, de que tanto o uso precoce de cannabis quanto o seu uso pesado são mais prováveis em indivíduos com vulnerabilidade a uma variedade de outros comportamentos problemáticos, como uso precoce ou pesado de cigarros ou álcool, uso de outros drogas ilícitas e baixo desempenho escolar. Uma visão oposta a esta foi expressada por Suzanne Gage e outros pesquisadores, da Universidade de Bristol, também em 2016. Sob esta visão, há a conclusão de que há evidências epidemiológicas fortes o suficiente entre o uso de cannabis e a psicose, afirmando que o uso de cannabis pode aumentar o risco de transtornos psicóticos e expressando que estudos adicionais são necessários para determinar o tamanho do efeito. Uma mensagem de saúde pública com conteúdo idêntico foi posteriormente emitida, em agosto de 2019, pelo Surgeon General of the United States. A revisão de Suzanne Gage e outros pesquisadores também afirmou que se a associação entre cannabis e esquizofrenia for causal e da magnitude estimada entre os estudos até o momento, isso equivaleria a um risco de esquizofrenia ao longo da vida de aproximadamente 2% em usuários regulares de cannabis (embora o risco de resultados psicóticos mais amplos seja maior). Isso implica que cerca de 98% dos usuários regulares de cannabis não desenvolverão esquizofrenia, e esse risco poderia ser muito maior naqueles com maior risco genético, ou naqueles que usam cepas particularmente potentes de cannabis. Expresso em termos de razão de chances, outro estudo descobriu que o uso diário de cannabis foi associado a maiores chances de transtorno psicótico em comparação com não-usuários, aumentando para quase cinco vezes as chances se houver o uso diário de tipos de cannabis de alta potência. Para alguns estudiosos, isso se traduz em um risco atribuível à população substancial, de modo que, presumindo causalidade, se os tipos de cannabis de alta potência não estivessem mais disponíveis, 12% dos casos de psicose poderiam ser evitados em toda a Europa, aumentando para 30% em Londres e 50% em Amsterdã.
Uma meta-análise de 2019 descobriu que 34% das pessoas com psicose induzida por cannabis fizeram a transição para a esquizofrenia. Verificou-se ser comparativamente maior do que alucinógenos (26%) e anfetaminas (22%). Apesar de todas essas supostas evidências de uma relação causal - ou sugestão de uma relação causal - entre cannabis e psicose, as estatísticas da população geral não mostram aumento nas taxas de incidência de psicose em nenhum país desenvolvido nos últimos cinquenta anos, apesar de aumento de cinco vezes nas taxas de uso de cannabis.
Digno de nota, a cannabis com uma alta proporção de THC para canabidiol produz uma maior incidência de efeitos psicológicos. O canabidiol pode apresentar propriedades antipsicóticas e neuroprotetoras, agindo como um antagonista de alguns dos efeitos do THC. Os estudos que examinam esse efeito usaram altas proporções de canabidiol para THC, e não está claro até que ponto esses estudos de laboratório se traduzem nos tipos de cannabis usados por usuários na vida real. Pesquisas sugeriram que o CBD pode reduzir com segurança alguns sintomas de psicose em geral.